# I, Assassin
Pour les articles homonymes, voir Assassin.
Albums de Gary Numan
Dance
(1982) Warriors
(1983)
I, Assassin est le cinquième album de Gary Numan, sorti en 1982. Il obtint la 8e place aux charts britanniques, la plus basse position pour un de ses albums depuis Tubeway Army. Cela consolida cependant la masse des fans. Trois chansons ; "Music for Chameleons", "We Take Mystery (to Bed)" et "White Boys and Heroes" furent sorties en single, et ont toutes atteint le Top 20 des ventes. Des musiciens qui ont joué sur l'album, on retrouve Chris Slade à la batterie, reconnu pour avoir été batteur avec Manfred Mann's Earth Band, le bassiste de studio Pino Palladino et Thereza Bazar du duo Dollar aux chœurs. 

## Liste des titres
Toutes les chansons ont été écrites par Gary Numan.
1. "White Boys And Heroes" – 6:23
2. "War Songs" – 5:05
3. "A Dream Of Siam" – 6:13
4. "Music for Chameleons (song)|Music for Chameleon" – 6:06
5. "This Is My House" – 4:52
6. "I, Assassin" – 5:26
7. "The 1930s Rust" – 3:55
8. "We Take Mystery (to Bed)" – 6:10
9. "War Games"* – 3:55
10. "Glitter And Ash"* – 4:42
11. "The Image Is"* – 5:55
12. "This House Is Cold"* – 5:27
13. "Noise Noise"* – 3:49
14. "We Take Mystery"* – 5:58
15. "Bridge? What Bridge?"* – 4:22

- Les pistes bonus du CD sont marquées d'un (*).
- La pièce "Bridge? What Bridge?" est totalement improvisée.

## Personnel
- Gary Numan : Chant, claviers, guitares
- Roger Mason : Claviers
- Pino Palladino : Basse fretless, guitares
- Chris Slade : Batterie, percussions
- John Webb (frère adoptif de Gary Numan) : Percussions
- Mike : Saxophone, harmonica
- Theresa bazar : Chœurs sur Noise Noise